# Моя Мадонна (фільм)
Моя Мадонна (англ. My Madonna) — американська драма режисера Аліс Гі 1915 року.

## У ролях
- Ольга Петрова — Люсіль
- Гай Кумбс — Роберт
- Евелін Дюмо — баронеса
- Альберт С. Хаусон — барон
- Джеймс О'Нілл — торговець картинами